# Marian Minor

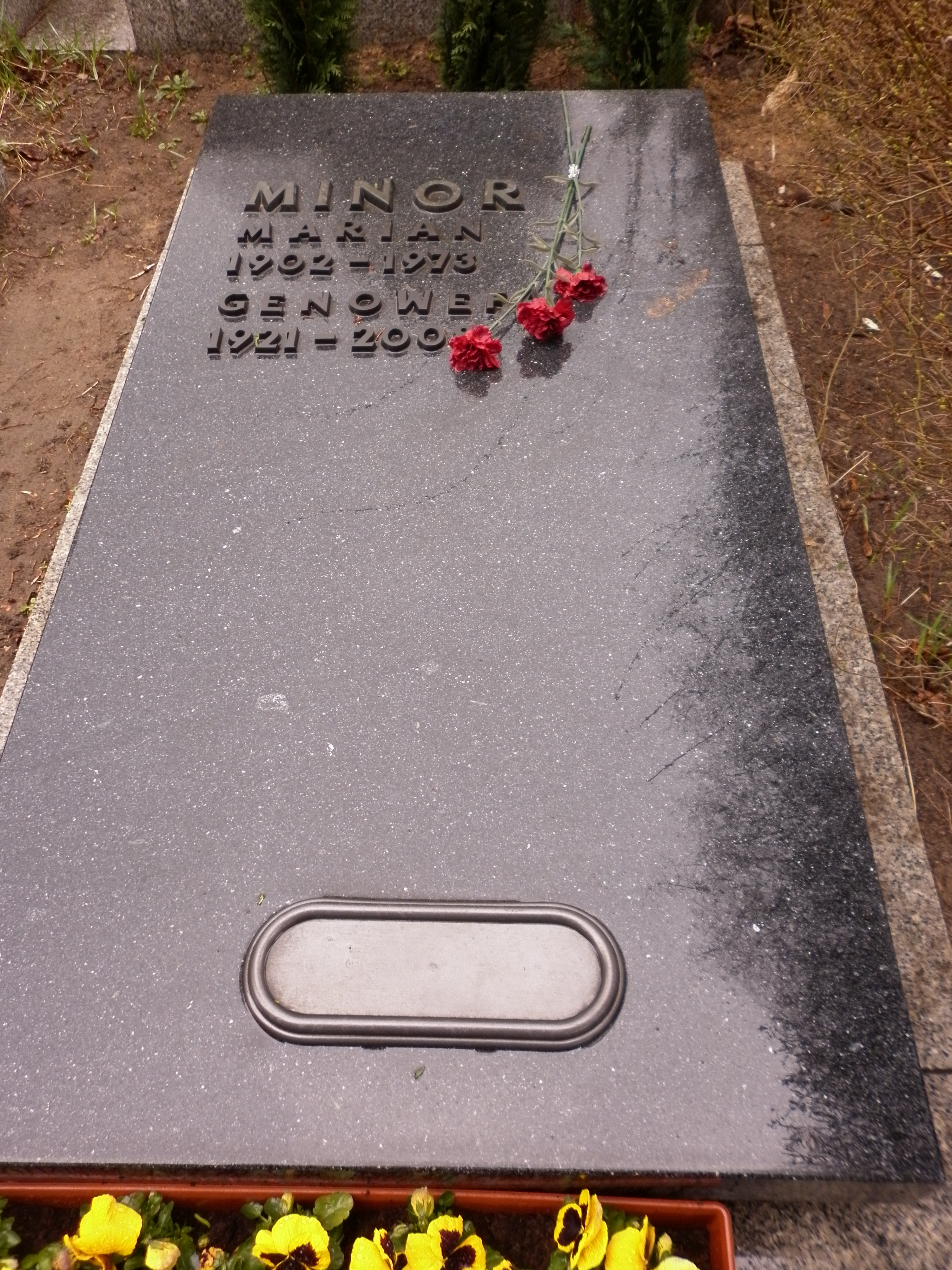
Grób Mariana Minora na Cmentarzu Wojskowym na Powązkach

Marian Minor (ur. 25 listopada 1902 w Łodzi, zm. 29 kwietnia 1973 w Warszawie) – polski tkacz, żołnierz i polityk komunistyczny. Poseł na Sejm Ustawodawczy i na Sejm PRL I kadencji, prezydent i przewodniczący Rady Narodowej miasta Łodzi (1949–1952), minister przemysłu mięsnego i mleczarskiego (1952) oraz minister handlu wewnętrznego (1952–1957).

## Życiorys
Syn Władysława i Franciszki, uzyskał wykształcenie podstawowe, pracował jako włókniarz i szofer. W listopadzie 1918 uczestniczył w rozbrajaniu Niemców. Jako żołnierz 201 Ochotniczego Pułku Piechoty uczestniczył w wojnie polsko-bolszewickiej oraz tzw. buncie gen. Żeligowskiego.
W latach 1919–1922 działacz zarządu okręgowego Związku Polskiej Młodzieży Socjalistycznej, następnie Związku Młodzieży Komunistycznej w Polsce. W 1922 skazany na 4 lata ciężkiego więzienia, zmniejszone w apelacji do 2,5 roku. Po wyjściu na wolność nie prowadził działalności politycznej. 
We wrześniu 1939 wzięty do niewoli przez Niemców i osadzony w stalagu XI A (Altengrabow) oraz XXI A (Ostrzeszów). Zwolniony w grudniu 1939, na przełomie 1939/1940 uciekł przed aresztowaniem do Związku Radzieckiego. Po przekroczeniu granicy aresztowany przez NKWD i wysłany do obozu pod Archangielskiem. Po zwolnieniu przebywał przymusowo w kołchozie „Bolszewik” w obwodzie tiumeńskim. W 1943 został oficerem Polskich Sił Zbrojnych w ZSRR, i ludowego Wojska Polskiego (do 1945). W 1944 przeszedł kurs w Wyższej Szkole Oficerów Polityczno-Wychowawczych PSZ w ZSRR w Moskwie, po czym objął stanowisko inspektora w Głównym Zarządzie Polityczno-Wychowawczym WP.
W 1945 wstąpił do Polskiej Partii Robotniczej, a w 1948 do Polskiej Zjednoczonej Partii Robotniczej. W PPR był II sekretarzem (1945–1946), a następnie (do 1948) I sekretarzem Komitetu Wojewódzkiego, kierował również wydziałem organizacyjnym. I sekretarz KW PPR, a następnie PZPR w Poznaniu (1948–1949), w 1949 I sekretarz KW w Bydgoszczy i członek egzekutywy Komitetu Łódzkiego. W latach 1948–1964 zastępca członka Komitetu Centralnego PZPR. Pełnił mandat posła na Sejm Ustawodawczy i Sejm PRL I kadencji, zaś od 1949 do 1952 był prezydentem i przewodniczącym Rady Narodowej miasta Łodzi.
W 1952 minister przemysłu mięsnego i mleczarskiego, a następnie do 1957 minister handlu wewnętrznego (1952–1957). Do 1967 piastował stanowisko podsekretarza stanu Ministerstwa Przemysłu Lekkiego, następnie przeszedł na emeryturę. Pochowany wraz z żoną Genowefą z domu Barszcz (1921–2008) na cmentarzu Powązki Wojskowe w Warszawie (kwatera A33-5-4).